# 휴이시 파크
휴이시 파크(영어: Huish Park)는 영국 잉글랜드 서머싯주 요빌에 있는 축구 경기장이다. 수용 인원은 9,565명이며 좌석 5,212개가 설치되어 있다. 1990년 8월 4일에 개장한 이래 요빌 타운 FC의 홈 구장으로 사용되고 있다.

## 사진

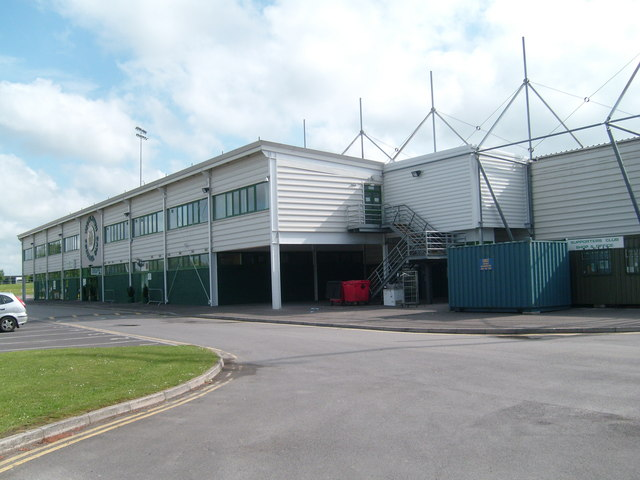
메인 스탠드에서 본 경기장의 모습
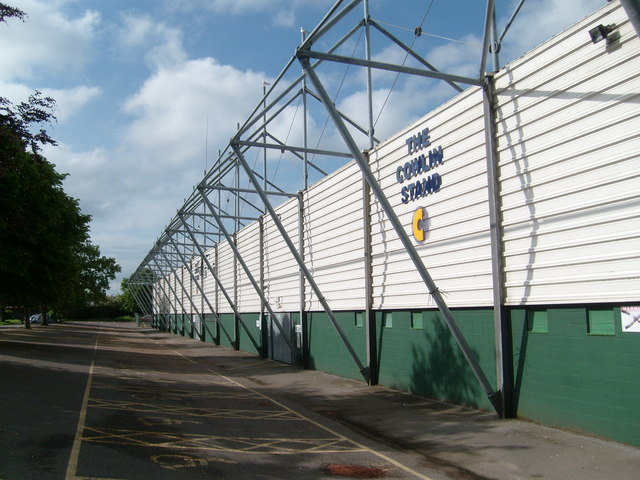
동쪽 스탠드에서 본 경기장의 외부 모습
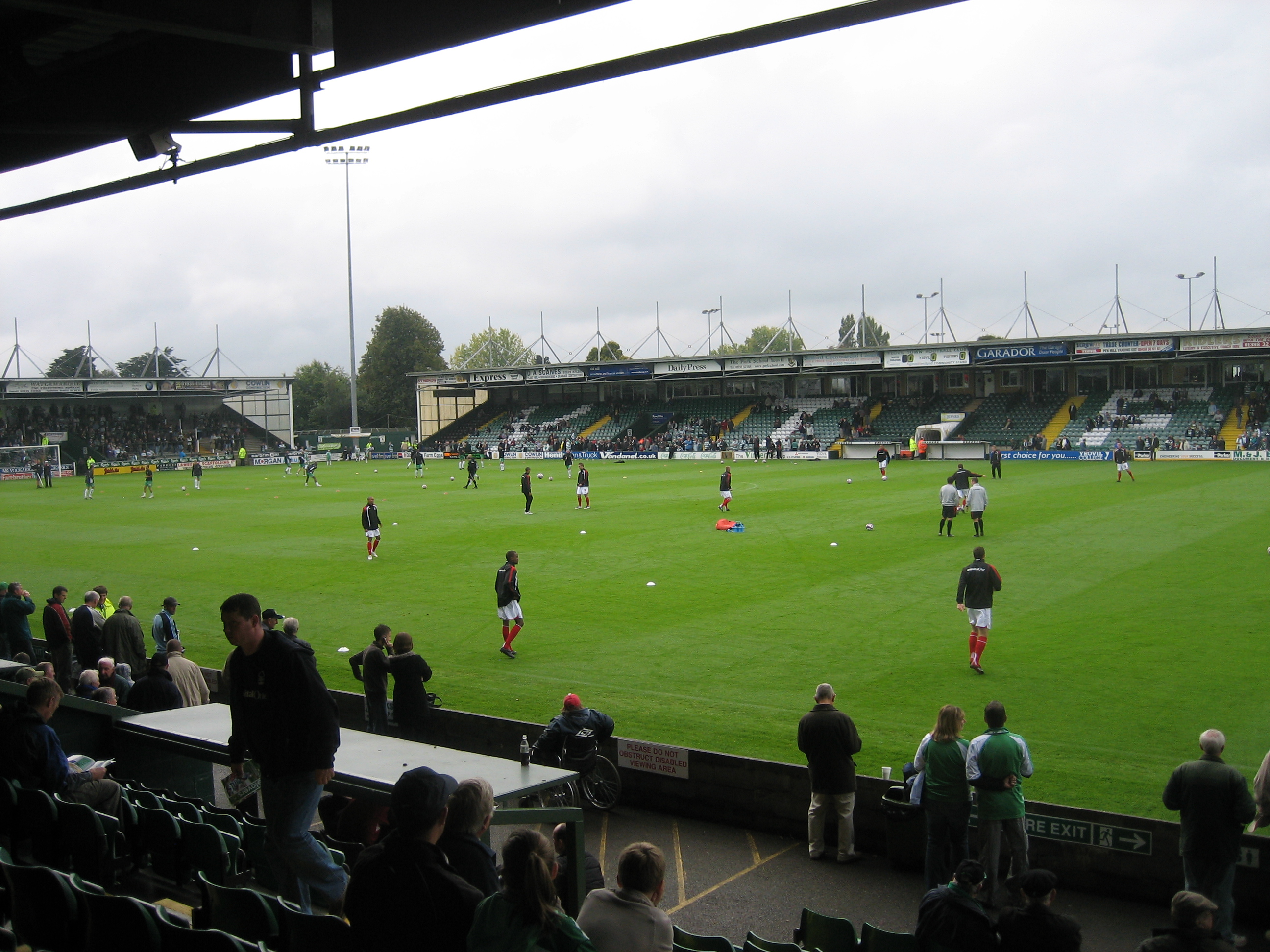
동쪽 스탠드에서 본 경기장의 내부 모습
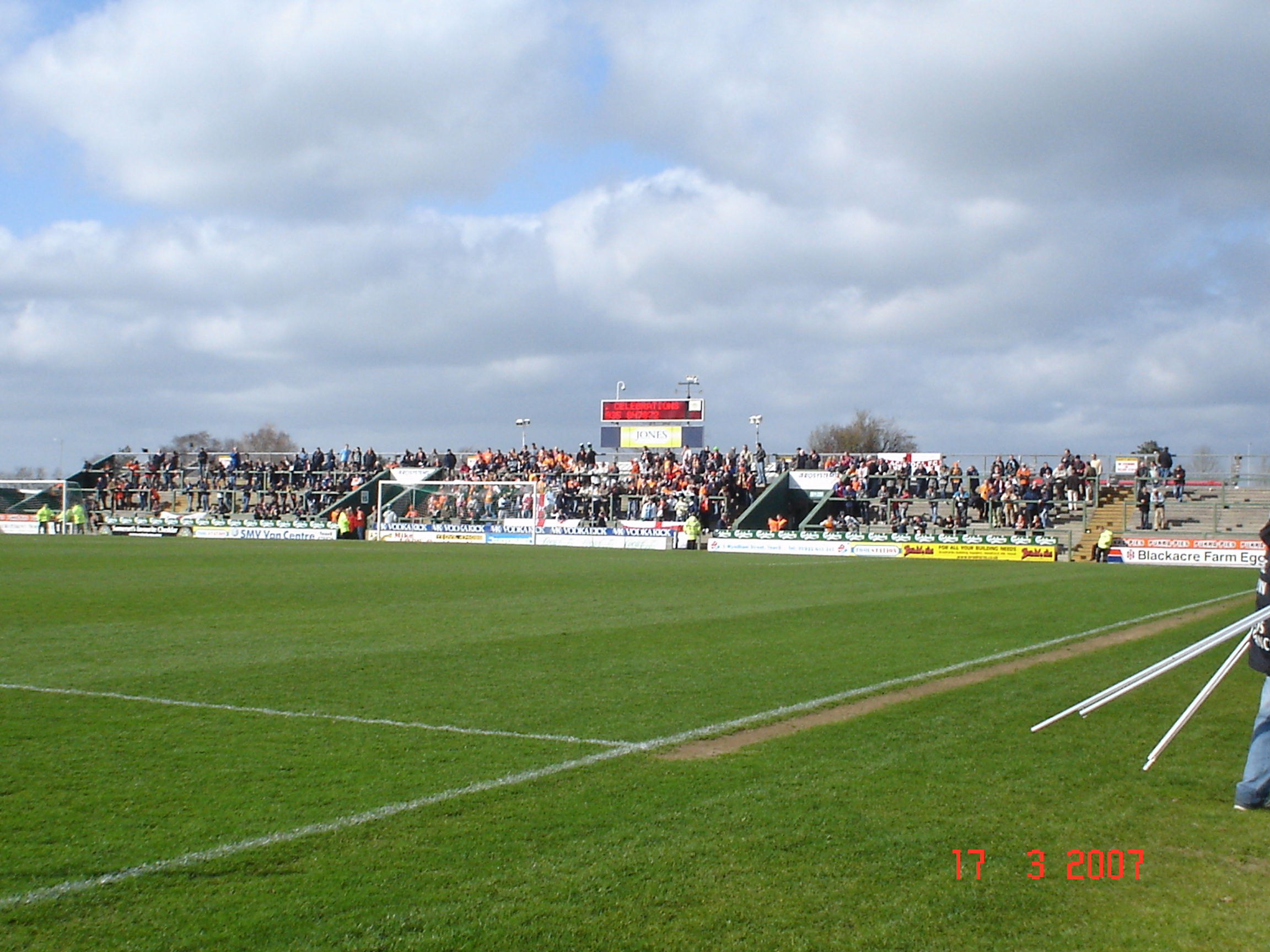
원정 팀 관중석에서 본 경기장의 내부 모습